# بدر ناصر (لاعب كرة قدم سعودي)
بدر ناصر الهويدي لاعب كرة قدم سعودي ، يلعب كمدافع في نادي الباطن.

## روابط خارجية
- بدر ناصر على موقع Soccerway.com (الإنجليزية)
- بدر ناصر على موقع كووورة